# Tayaw

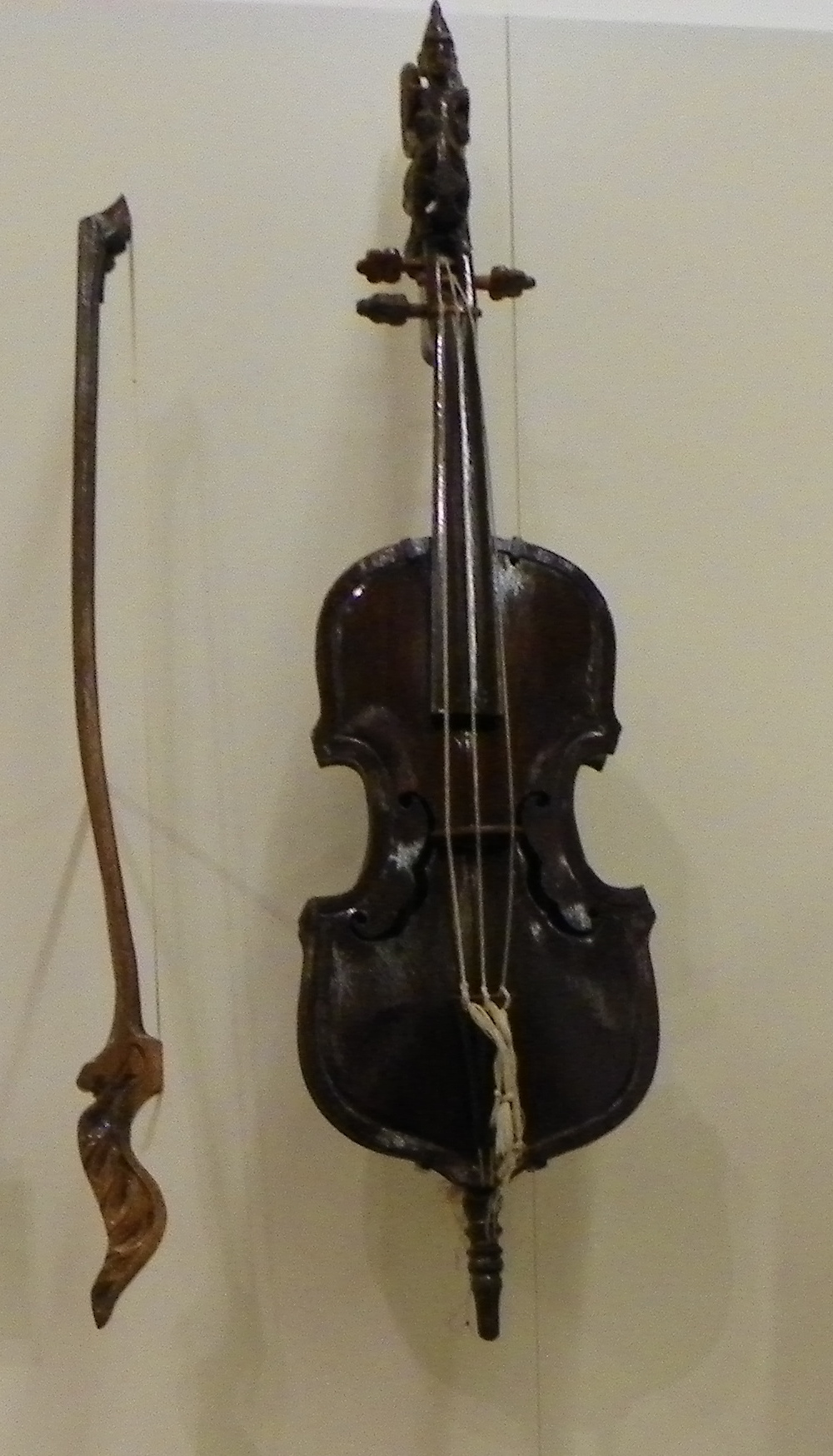
Burmesische dreisaitige Violine im Musical Instrument Museum, Phoenix, Arizona.

Tayaw (Birmanische Schrift တယော), auch tayàw, tayò, ist das birmanische Wort für „Streichinstrument“, das im 19. Jahrhundert in Myanmar für eine dreisaitige Schalenhalslaute mit einem schweren achtförmigen Korpus und für Mischformen zwischen dieser Laute und der europäischen Violine stand. Heute bezeichnet tayaw die Violine, die in der burmesischen Musik an die Stelle der im 20. Jahrhundert verschwundenen burmesischen Streichlauten getreten ist. Mutmaßlich ab dem 12. Jahrhundert dürfte es in Myanmar Streichinstrumente vom Typus der chinesischen Spießlauten gegeben haben, über die jedoch fast nichts bekannt ist.

## Herkunft und Verbreitung
Myanmar ist geographisch größer als Thailand, dennoch war die Musik des Landes bis 1940 nahezu unbekannt und wurde seitdem in deutlich geringerem Umfang erforscht als die thailändische Musik. Dies liegt hauptsächlich daran, dass nach der Unabhängigkeit 1948 Militärregierungen das Land von der Außenwelt isolierten und eine Einreise bis in die 1990er Jahre für Ausländer (Touristen und Wissenschaftler) nicht oder nur mit Restriktionen möglich war. Bis heute sind nicht alle Bergregionen frei zugänglich oder gefahrlos erreichbar. Die musikethnologische Literatur zu Myanmar konzentriert sich daher auf die klassische Musik der Bamar (Birmanen) in den zentralen Landesteilen, die mit gut zwei Dritteln der Einwohner die stärkste Bevölkerungsgruppe und die Titularnation bilden, weniger auf das übrige Drittel der Minderheitenvölker mit meist eigenen Sprachen und Musikstilen. Die Musikgeschichte Myanmars wird überwiegend über Kenntnisse aus den benachbarten Großregionen Indien und China erschlossen. Von dort sind die wesentlichen äußeren Einflüsse auf die Musik Myanmars zu erwarten, insofern hat in einem weiteren Sinn die kolonialzeitliche Bezeichnung „Indochina“ für die Festlandgebiete Südostasiens ihre historische Berechtigung.
Das heutige Zentrum Myanmars mit den Vorfahren der Mon geriet ab dem 3. Jahrhundert v. Chr. unter einen sich von Indien nach Osten ausbreitenden Einfluss des Buddhismus, der sich in Gebäuderesten und Skulpturenfunden ab der Mitte des 1. Jahrtausends aus den Mon-Reichen von Dvaravati bis zu den Chenla und Khmer in Kambodscha erhalten hat. Die burmesische Bogenharfe saung gauk, die erstmals um die Mitte des 7. Jahrhunderts auf einem Relief der Pyu erscheint, geht auf indische Bogenharfen (vina) zurück, die um diese Zeit in Indien am Verschwinden waren. Demgegenüber verraten die ältesten erhaltenen Musikinstrumente in Myanmar, Bronzetrommeln aus den letzten vorchristlichen Jahrhunderten, einen Einfluss aus dem südlichen China.
Die typologisch ältesten südostasiatischen Saiteninstrumente sind Bambusröhrenzithern (Vollröhrenzithern), die vom Nordosten Indiens (gintang in Assam) über die indonesische Insel Bali (guntang) bis in den Norden der Philippinen (kolitong) vorkommen. Bei fast allen werden die Saiten entweder gezupft oder mit Stöckchen geschlagen. Eine äußerst seltene Bambusröhrenzither, deren zwei Saiten mit einem Bogen gestrichen werden, ist von den Moken, einem zu den Seenomaden gezählten Volk in der Andamanensee zwischen Myanmar und der Westküste von Thailand bekannt. Die kating ga-un ist das einzige Melodieinstrument der Moken, das einen anhaltenden Ton produziert und wird in der rituellen Musik und Unterhaltungsmusik verwendet. Bei einem untersuchten Exemplar maß die aus zwei Internodien bestehende Bambusröhre 62 Zentimeter, eine typische Länge für diesen Instrumententyp.
Die ältesten Streichinstrumente waren Harvey Turnbull (1981) zufolge mutmaßlich Kurzhalslauten in Zentralasien, die wie auf  einer Wandmalerei aus Sogdien abgebildet um das 6. Jahrhundert mit einem Reibestab gestrichen wurden. Aus dem 8. Jahrhundert stammt die früheste chinesische Quelle, in der es heißt, dass die Halbröhrenzither yazheng (die aus einem hälftig gespaltenen Bambusrohr besteht), eine Vorläuferin der Wölbbrettzither guzheng, mit einem Stab gestrichen wurde. Ya bedeutet, dass man einen Reibestab ohne Haare verwendete. Halbröhrenzithern sind auf Ostasien beschränkt, ob sie früher oder später als die Lauteninstrumente gestrichen wurden, ist unklar.
Für Indien ist die mögliche Herkunft der Streichinstrumente mit dem Namen ravanahattha verbunden, der sich im mythischen Dämonenkönig Ravana verliert und vermutlich seit dem 7. Jahrhundert als Saiteninstrument erwähnt wird. Ob indische Tempelreliefs aus dem 10. Jahrhundert die ersten Streichinstrumente zeigen, ist eine Frage der Interpretation, ebenso unsicher ist, ob die im 11. Jahrhundert erwähnte saranga vina, von der namentlich die heutige Streichlaute sarangi abstammt, ein Streichinstrument war. Unabhängig von einem nicht gesicherten altindischen Ursprung gab es mehrere Streichinstrumente in der Mogulzeit, aus denen einige in der Volksmusik gespielte gestrichene Kurzhals- oder Langhalslauten mit einem schalenförmigen Korpus wie die sarinda und die kamaica hervorgingen.
Eine andere Gruppe von Streichinstrumenten sind die chinesischen Röhrenspießgeigen vom Typ der im 20. Jahrhundert standardisierten erhu, die heute am bekanntesten ist. Der im alten China gebräuchliche Name huqin für die Gruppe der zweisaitigen Spießgeigen (sinngemäß „qin der Barbaren aus dem Norden“) verweist auf deren nord- oder zentralasiatische Herkunft. Mitte des 8. Jahrhunderts begannen sich mit einem Bambusstreifen geriebene, lautenförmige Streichinstrumente in China zu verbreiten; der wohl älteste Vertreter der huqin-Familie war die dem Namen nach von Völkern im Norden verwendete xiqin. Der älteste Hinweis auf ein mit einem Pferdehaarbogen gestrichenes Saiteninstrument stammt vom Ende des 11. Jahrhunderts. Einige Dutzend Röhrenspießgeigen mit unterschiedlich geformten Resonanzkörpern sind heute in der klassischen chinesischen Musik und vor allem in der Volksmusik der südchinesischen Minderheiten bekannt. Nach Myanmar könnten die chinesischen Spießgeigen, Robert Garfias (1985) zufolge, ab dem 12. Jahrhundert gelangt sein, weil dieser Instrumententyp damals auch in anderen Regionen Asiens auftrat. Im benachbarten indischen Bundesstaat Manipur blieb mit der pena eine einfach verarbeitete, entwicklungsgeschichtlich frühe Form einer Spießgeige erhalten, bei der Anfang des 20. Jahrhunderts die einzelne Haarbüschelsaite noch ohne Wirbel am oberen Ende festgebunden wurde.

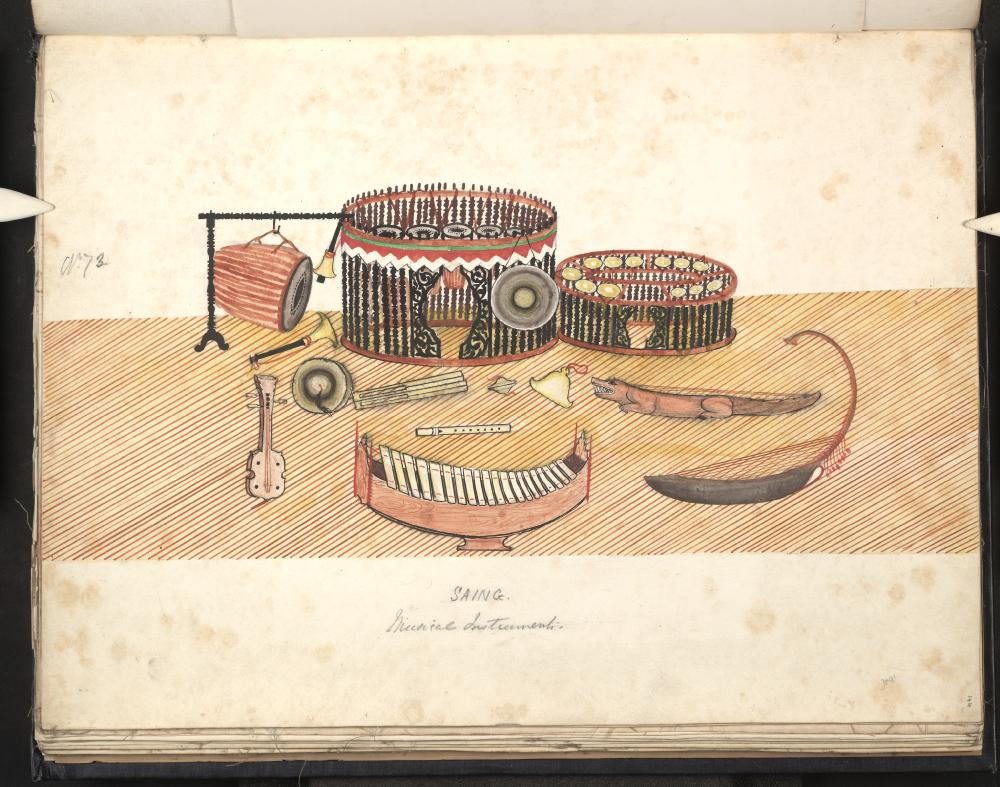
Zu einem hsaing waing-Orchester gehörende und andere burmesische Musikinstrumente. Hintere Reihe von links: waagrechte Fasstrommel pa’má, Kegeloboe hne, Trommelkreis hsaing waing, hängender Gong moung, Buckelgongkreis kyi waing, mittlere Reihe: dreisaitige Fiedel tayaw, Paarbecken, Bambusschlaggabel walet-hkok, Flöte palwei, Handzimbeln si, Messingplatte kyizi, Krokodilzither mí-gyaùng, vorne: Bambusxylophon pattala, Bogenharfe saung gauk. Aquarell von 1897.

Eine chinesische Chronik aus der Tang-Dynastie (617–907) berichtet über eine Gruppe von 35 Musikern und Tänzern aus dem Reich der Pyu, die zum Jahreswechsel 801/802 an Hof des chinesischen Herrschers in Chang’an gereist war. Zu den gelisteten Musikinstrumenten gehören an Saiteninstrumenten zwei Bogenharfen, zwei Krokodilzithern (mí-gyaùng), eine Laute mit einem Naga-kopf, eine Laute mit einem wolkenförmig endenden Hals sowie fünf Stabzithern mit Kalebassenresonatoren und einer oder mehreren Saiten. Außerdem werden vier Flöten und mehrere Mundorgeln erwähnt. Form und Spielweise der Lauten werden nicht beschrieben. Wie die verschwundene burmesische Mundorgel hnyin früher gespielt wurde, ist ebenfalls nicht bekannt (sie existiert nur noch bei einigen Bergvölkern) und die Krokodilzither, die in Thailand mit dem Namen chakhe vorkommt, wird in Myanmar seit den 1930er Jahren nur noch von den Mon verwendet.
Die Mon, eine im Süden Myanmars und im Westen Thailands lebende Minderheit, sind ein altes Kulturvolk, dessen Beitrag zur Verbreitung – sie übernahmen als erste die indische Bogenharfe – und Bewahrung der Musikinstrumente in der Region hervorgehoben wird. Sie pflegen eine eigene Musiktradition, die mit der thailändischen verwandt ist. Früher spielten die Mon eine Variante der thailändischen Stachelfiedel sor u, die wiederum auf chinesische Vorbilder zurückgeht. An ihre Stelle ist wie bei den Bamar eine dreisaitige Streichlaute getreten, deren Korpus von der westlichen Violine abgeleitet ist und die als Stachelfiedel in senkrechter Position gespielt wird. Der Sammler burmesischer Volksmusik Khin Zaw (* 1905) traf 1941 im Mon-Staat ein Orchester für die leichte Unterhaltung (a-nyein), das Mon-Musik nach einer alten Tradition spielte. Die einzigen Musikinstrumente waren eine dreisaitige Krokodilzither, eine dreisaitige Fiedel tayaw, eine Bambusflöte palwei, zwei Trommeln und das für den Rhythmus unverzichtbare Zimbel-Klapper-Paar siwa. Der Flötenspieler leitete die Gruppe.
Der Forschungsreisende und Angestellte der Britischen Ostindien-Kompanie James Low (1791–1852) zählt in seiner zwischen 1835 und 1838 erschienenen History of Tennasserim die Instrumente eines burmesischen zeremoniellen Orchesters hsaing waing auf, das im Freien gespielt wird, darunter den Trommelkreis hsaing waing, den Buckelgongkreis kyi waing, das Doppelrohrblattinstrument hne und die Bambusflöte palwei. Des Weiteren listet er die Instrumente eines Kammermusikensembles: Bogenharfe saung gauk, Krokodilzither mí-gyaùng, dreisaitige Violine tro (thró, Khmer, auch in Myanmar früher Bezeichnung für Streichinstrumente), Bambusflöte palwei, Doppelrohrblattinstrument hne, unterschiedlich große Handzimbeln ye gwin, kleine einfellige Bechertrommel ozi und große zweifellige Zylindertrommel segi. Der Leiter des Ensembles spielt eine der ersten drei genannten Instrumente. Die Streichlaute tro besaß der Abbildung bei Low zufolge in den 1830er Jahren einen ausgeprägt taillierten achtförmigen Korpus mit zwei schmalen Schalllöchern in der hölzernen Decke an beiden gleich groß gezeichneten Korpushälften und einen geraden Hals, der über den Wirbeln in einem kunstvoll geschnitzten Rankenwerk ausläuft.
Mit der Niederlage im Ersten Britisch-Burmesischen Krieg 1824–1826 begann für das Land die koloniale Eroberung durch die Briten, die 1886 mit der Erklärung Myanmars zu einer Provinz Britisch-Indiens rechtlich vollendet war. Dem kulturellen Einfluss der Briten im 19. Jahrhundert sind unter anderem die Einführung der europäischen Violine, des Klaviers und der Gitarre in die burmesische Musik zu verdanken.

## Bauform
Die älteren burmesischen Streichinstrumente gehörten wohl zum Typus der chinesischen Spießgeigen und ähnelten der thailändischen sor u oder der javanischen rebab. Jedoch blieben weder Beschreibungen noch Abbildungen burmesischer Spießgeigen erhalten.
Aus dem 19. Jahrhundert gibt es etliche Beschreibungen, Darstellungen und erhaltene Exemplare burmesischer Fiedeln. Zum einen sind es Schalenhalslauten mit einem schweren Korpus, der aus einem massiven Holzstück herausgeschnitzt ist und in der Draufsicht eine Acht bildet. Der Boden ist längs über beide Korpushälften hinweg elliptisch gebaucht. Der Korpus geht bei einem Exemplar, das vermutlich zusammen mit fünf anderen Musikinstrumenten 1887 an Königin Victoria zu ihrem 50-jährigen Thronjubiläum überreicht wurde, in einen breiten rechteckigen Hals über, der zu einem Wirbelkasten mit seitenständigen Wirbeln führt. Den oberen Abschluss bildet ein realistisch dargestellter, vergoldeter Vogel. Weitere vergoldete Teile sind das Ornament um den Wirbelkasten und ein breiter Spitz, der als Stützfuß am unteren Ende des Korpus herausragt. In die flache Korpusdecke ist in die obere Hälfte ein annähernd kreisrundes Schallloch eingeschnitten. Auf der Decke der etwas kleineren unteren Hälfte steht mittig der Steg. Der Hals schließt ohne aufgeleimtes Griffbrett in der Höhe bündig mit der Ebene der Decke ab. Er  ist rot und der Korpus schwarz bemalt. Das Instrument lagert schräg in einem winkelförmigen Gestell, das als gewundene Schlange gestaltet ist. Der dazugehörige Streichbogen ist am oberen Viertel stark gekrümmt und mit Pferdehaar bespannt. Bei einem anderen Exemplar, das um 1900 angefertigt wurde, fehlt die Vogelfigur auf dem Hals und der Wirbelkasten ist von einem spitzgiebelartigen Ornament bekrönt. Der am Boden hockende Musiker stellt diese Fiedeln senkrecht vor sich und führt den Bogen waagrecht mit der rechten Hand.
Zum anderen war die tayaw im 19. Jahrhundert eine Kastenhalslaute: ein vereinfachter oder variierter Nachbau der europäischen Violine mit einem relativ dickwandigen Korpus und drei Saiten. Bei einem vermutlich vor 1872 angefertigten Exemplar sind die Schalllöcher schmale Schlitze auf beiden Seiten des Steges. Die Decke ist leicht gewölbt und das bundlose, in einem helleren Holz angefertigte Griffbrett ragt bis auf die Decke, wo dessen feines Ornament das Gegenmotiv zu den geometrischen Ornamenten des Saitenhalters bildet. Dieser ist an einem gedrechselten Fortsatz befestigt, der an der Korpusunterseite herausragt, damit auch dieser violinenartige Typ senkrecht stehend gespielt werden kann. Der separat gefertigte, auf dem Hals fixierte Wirbelkasten endet wie bei der achtförmigen Laute in ornamentalen Spitzen.
Curt Sachs (1917) beschreibt eine Violine aus Mandalay, die sich in der Sammlung des Museum Fünf Kontinente in München befindet. Der gewölbte Boden und die gewölbte Decke ragen über die Zargen hinaus, mit denen sie vernagelt sind. Die beiden Schalllöcher in der Decke sind sichelförmig gekrümmt. Der Wirbelkasten trägt eine ornamentale Schnitzerei mit einer Vogeldarstellung. Die drei Saiten aus Hanf werden an der Unterseite von einer mit Samt überzogenen Schnurschlinge gehalten. Die Gesamtlänge beträgt 79 Zentimeter bei einer Korpuslänge von 40 Zentimetern und einer Korpusbreite von 20 Zentimetern. Die Fiedel gehörte einem blinden Bettler.
Bei einem besonders aufwendigen Exemplar aus dem 19. Jahrhundert ist an den violinenartigen Korpus ein mächtiger Hals angesetzt, der über dem Wirbelkasten in die vollplastische Figur eines kunstvoll geschnitzten burmesischen Tänzers übergeht. Der flache Korpus aus einem harten Holz ist schwarz lackiert. Anstelle eines Saitenhalters sind auch hier die drei Saiten mit einer dicken roten Kordel am unten herausragenden Fortsatz aus gedrechseltem Holz befestigt. Die Gesamtlänge beträgt 92,5 Zentimeter.
Unter dem Namen hun tayaw übernahmen die Burmesen die um 1900 von Johannes Matthias Augustus Stroh erfundene Strohgeige, deren Korpus durch einen Metalltrichter als Resonanzverstärker ersetzt ist. Die Strohgeige ist wie eine Violine mit vier, im Abstand einer Quinte gestimmten Saiten bespannt. Ab etwa 1950 wurden Strohgeigen aus Deutschland importiert. Heute werden die hun tayaw in Myanmar mit einem Trichter aus Messing oder in einer preisgünstigeren Version mit einem Aluminiumtrichter hergestellt.

## Spielweise

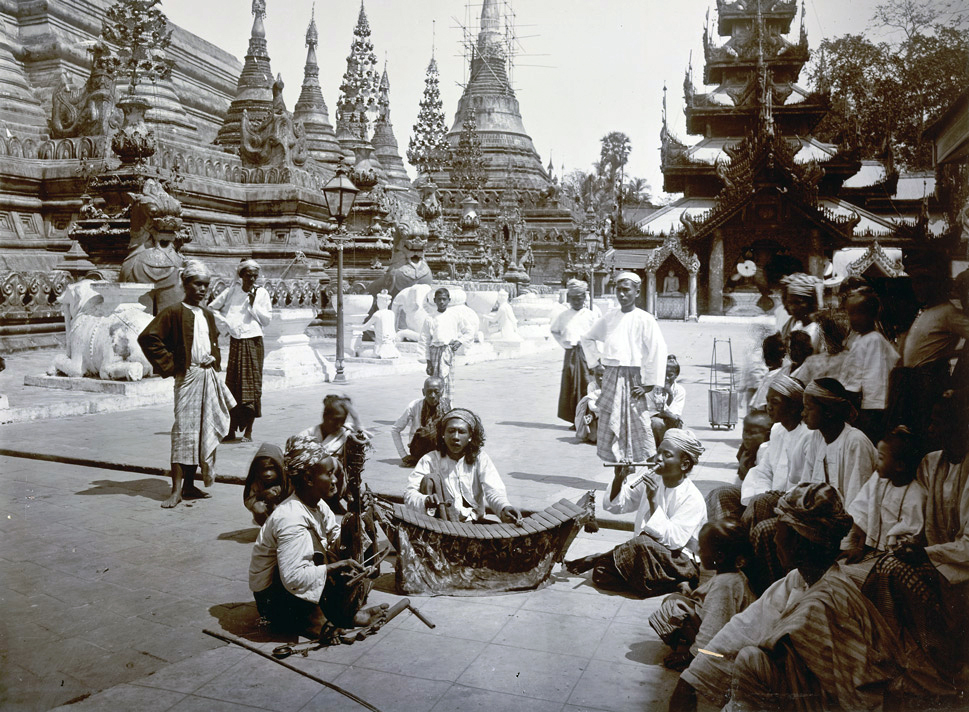
Musiker an der Shwedagon-Pagode in Rangun. Links eine senkrecht gespielte tayaw, Mitte Trogxylophon pattala mit Bambusschlagplatten, rechts zwei als Doppelflöte zugleich geblasene Bambusflöten palwei. Aufnahme des deutschen Fotografen Philip Adolphe Klier (um 1845–1911) von 1895.

Die Einteilung der zentralburmesischen Musik in das zeremonielle Ensemble hsaing waing für Aufführungen im Freien und ein höfisches Kammermusikensemble zur Unterhaltung,  das in geschlossenen Räumen auftritt und auch Tänze begleitet, hat sich vermutlich während der Blütezeit der Hauptstadt Bagan ab dem 11. Jahrhundert herausgebildet. Diese grundlegende Unterscheidung der höfischen burmesischen Musik besteht bis heute fort. Während die Bogenharfe saung gauk und das Xylophon pattala die beliebtesten Instrumente der Kammermusik sind und als Erbe aus der Zeit der burmesischen Könige gewürdigt werden, verschwanden sämtliche traditionellen Saiteninstrumente: Neben der burmesischen Fiedel mit ihren im Lauf der Zeit unterschiedlichen Formen verschwanden auch die Krokodilzither (ersetzt durch die Gitarre) und das (mutmaßliche) Hackbrett sandaya (der Name wurde auf das eingeführte Klavier übertragen). Für die früher jeweils einzeln zur Gesangsbegleitung verwendeten saung gauk und pattala haben sich moderne Formen des Zusammenspiels herausgebildet. Das alte kammermusikalische Ensemblespiel existiert heute lediglich noch in der von der tayaw auf die Violine übergegangenen Spielweise oder im Gebrauch der Flöte palwei als zusätzliches Melodieinstrument – neben saung gauk oder pattala – bei der Begleitung der Gesangsstimme. Saung gauk und Violine spielen laut Robert Garfias (1975) höchstens ausnahmsweise zusammen. Zur beibehaltenen Überlieferung gehört auch der Einsatz von siwa als der rhythmischen Grundlage, bestehend aus den Handzimbeln si und der Bambus- oder Holzklapper wa, die von einem Musiker bedient werden.
Traditionelle Konzerte ausschließlich mit klassischer Musik sind selten, da Unterhaltungsmusik üblicherweise ein Teil von Tanzaufführungen, Schauspielen (allgemein pwe), darunter dem Marionettentheater yoke thé und Komödien ist. Einen jungen Anteil an der Livemusik bilden Touristenaufführungen. Weiterhin haben staatlich organisierte Musikwettbewerbe, deren Ziel es ist, die nationale Einheit der Volksgruppen hervorzuheben, einen festen Platz im Musikleben. Die in Stimmung und Spielweise angepassten westlichen Instrumente Violine und Klavier sind bei klassischen Musikwettbewerben ebenso vertreten wie die traditionellen burmesischen Musikinstrumente. Violine und Klavier spielen hierbei ebenso wie die anderen Instrumente vorwiegend das höfische Liedrepertoire Mahagita (Pali, „großer Gesang“, burmesisch thachin gyi), aus dem 19. Jahrhundert, als dessen bedeutendster Komponist Myawaddy Mingyi U Sa (1766–1853) gilt.
In der Kammermusik kommt der Gesangsstimme die melodische Führungsrolle zu. Daneben ist die Violine zu einem bevorzugten Melodieinstrument geworden, weil sie entsprechend der Kegeloboe hne im hsaing-waing-Orchester normalerweise das einzige Instrument ist, das einen anhaltenden Ton produzieren kann. An die hne angepasst produziert die Violine stets nur eine Melodielinie und keine Akkorde. Das bundlose Griffbrett erleichtert es dem Violinisten, einzelne Töne – wie für das Mahagita-Genre gefordert – weich miteinander zu verschleifen, was der europäischen Technik des Portamento nahekommt. Ein guter hne-Spieler könne die Töne so elegant ineinander übergehen lassen wie ein Violinist, besagt eine Redewendung. Die Violine folgt meist der Gesangsstimme eng hinterher oder doppelt sie gelegentlich.